# محمد بن بليهد
محمد بن عبد الله بن بليهد (1300 هـ - 1377 هـ = 1883 – 1958 م) شاعر ومؤرخ سعودي؛ أولى اهتمامه بتاريخ البلدان وجغرافيتها، وهو ممن أعاد الحياة للشعر الفصيح في وسط شبه الجزيرة العربية أمثال محمد عبد الله بن عثيمين، واستخدم موهبته الشعرية وثقافته الأدبية في وضع موسوعة عن البلدان والمواضع في الجزيرة العربية بعنوان (صحيح الأخبار عما في بلاد العرب من الآثار)، كان على صلة قوية بالملك عبد العزيز آل سعود ونجله الملك فيصل، ورافق هذا الأخير كثيرًا في حله وترحاله.

## نشأته
ولد في بلدة غسلة عام 1310هـ، إحدى بلدتي القرائن بإقليم الوشم بنجد عام 1310هـ، وربّاه عمه عبد العزيز بن بليهد، وكان يصحب عمه في التجارة بين هجر البوادي، وتعلّم على يد علماء الوشم مثل الشيخ إبراهيم بن عيسى، الشيخ أحمد بن عيسى، الشيخ ناصر بن سعود الملقب (شويمي) وغيرهم من العلماء، وقد قرأ القرآن وحفظه تجويدًا وتعلّم مبادئ الكتاب والعلوم، اهتم بعلوم اللغة العربية كلها خصوصًا علم العروض، وكان أبوه وجيهًا يعمل في التجارة وكان ذا شأن بين القبائل، فكان ابنه محمد يسمع قصص الكرم والبطولات والأشعار فاستفاد من ذلك، ثم استقل بنفسه في العمل التجاري الذي كان منه الإسهام في جيوش عبد العزيز آل سعود بالتموين بالأقوات والأسلحة، وربطته بالملك فيصل روابط جيّدة، فكان من أقرب رفاقه في السفر والإقامة.
ولاّه عبد العزيز آل سعود مالية الطائف وما حولها نحو 5 سنوات، ثم استغنى عن الوظيفة الحكومية لينطلق إلى عمله الحر، وظل على صلته القوية بالملك عبد العزيز، وفي عام 1350هـ انتقل إلى بلدة الشعراء، وتزوج واستقر بها فترة من الزمن، ثم رحل عنها لتولّيه وظيفة وكيل المالية في الطائف ومكة، ثم عاد لها مرة أخرى واستقر بها آخر حياته، وفيها ألّف كتابه (صحيح الأخبار).

## مؤلفات ابن بليهد
1. عام 1369هـ نشر في مكة وفي صحفها بحوثًا في تحقيق الأماكن والبقاع ونشر في السنة نفسها بحثًا عن تحقيق موقع سوق عكاظ.
2. في عام 1370هـ نشر كتابًا سمّاه (صحيح الأخبار عما في بلاد العرب من الآثار) وهو رصد وشرح وإيضاح للأماكن والبقاع في جزيرة العرب.
3. في عام 1370هـ صدر له ديوان شعر سمّاه (ابتسامات الأيام في انتصارات الإمام).
4. في عام 1371هـ أصدر ديوان شعره النبطي (بقايا الابتسامات).
5. في عام 1373هـ نشر كتاب (صفة جزيرة العرب) للهمداني بعد أن قام بتحقيقه، وهو رصد وشرح وإيضاح للأماكن والبقاع في جزيرة العرب.
6. في عام 1374هـ ألّف كتاب (ما تقارب سماعه وتباينت أمكنته وبقاعه).
7. العديد من الإسهامات والمشاركات في الصحافة.[5]

## أبناؤه
- الاستاذ عبد الله بن محمد بن بليهد وكيل إمارة منطقة الرياض ومستشار أمير الرياض سابقاً.[6]

## وفاته
توفي يوم الاثنين 3 جمادى الاخرة عام 1377هـ، بمستشفى الجامعة الأمريكية في بيروت بلبنان.

## مما قيل عنه
قال عنه الأديب عبد الكريم الجهيمان: "الشيخ محمد بن بليهد من بلدي، فأنا أعرف جميع أفراد هذه الأسرة العريقة... إلى أن قال: أما الشيخ محمد بن بليهد فهو كريم إلى أبعد حدود الكرم، وهو متحدث من الدرجة الأولى، فإذا جلس مجلسًا غاصًّا بالرجال فإنه يأخذ الصدارة في الحديث الذي ينسجم معه كل سامع، فهو ملء العين والسمع والبصر والبصيرة؛ ولذلك فإنه يعتبر الجليس والأنيس في مجالس الأمير فيصل بن عبد العزيز، حينما كان نائبًا عامًّا عن والده في الحجاز وقد تولى إدارة مالية الطائف فترة من الزمن ثم ترك هذه الوظيفة، ومكانته عند فيصل وولده عبد الله قد ازدادت فكانت مجالسهم تزدان بوجوده بهجة وتألقًا.
وقال عنه الأديب حمد الجاسر: "لقد عرفت ابن بليهد رحمه الله، فعرفت رجلاً من خيار أبناء بلادنا كرمًا وسماحة نفس وشهامة ومسارعة إلى فعل الخير، ومحبة لمساعدة من احتاج إلى مساعدة، عرفته وكان مقيمًا في الحجاز، فكان بيته مقصدًا لمن عرفه من الناس من تجار وفقراء، من بدو وحضر، من ذوي الحاجة ومن الضيوف، فكان يقابل كل أولئك ببشاشة ورحابة صدر لا يملّ ضيفه مهما أطال إقامته. كما وصفه الأستاذ محمد زيدان في حديث مرئي قبل سنوات وأطلق عليه مسمى (الفارس الجوّال) لأنه أمضى حياته في جهد متواصل من أجل تأليف كتابه صحيح الأخبار.